# جسر الملك حمد
جسر الملك حمد هو جسر في مرحلة التخطيط لربط المملكة العربية السعودية بمملكة البحرين بالإضافة إلى جسر الملك فهد الحالي. تم الإعلان عن جسر الملك حمد لأول مرة في سبتمبر 2014.
قال كمال أحمد وزير المواصلات البحريني في تصريح بثته وكالة أنباء البحرين إن إنشاء الجسر الجديد الذي أطلق عليه جسر «الملك حمد» خطوة ستعزز التعاون الاقتصادي بين البلدين.

## تفاصيل الجسر
مشروع جسر الملك حمد بين مملكة البحرين والمملكة العربية السعودية سيكون موازٍ لجسر الملك فهد ومكون من أربعة مسارات للمركبات ومسارين لسكة الحديد، وسيربط محطة الملك حمد الدولية المزمع إنشاؤها في منطقة الرملي بمحطة سكك الحديد بالدمام وباقي مدن المملكة.